# Lokvica
Lokvica este o localitate din comuna Miren - Kostanjevica, Slovenia, cu o populație de 82 de locuitori.